# Tarabuco
Ne doit pas être confondu avec Tarabuco (ville).
Le municipio de Tarabuco est le plus important des municipios de la province de Yamparáez dans le département de Chuquisaca en Bolivie.
Son siège est la ville de Tarabuco. La population de ce municipio est principalement indigène : parmi les 10 530 personnes âgées de 15 ans ou plus du recensement de 2001, 9 834 (93,40 %) s'identifient comme indigènes, plus précisément 9 779 comme Quetchua, 29 comme Aymara, 15 comme autres peuples indigènes et 7 comme Guaraní.
Le 6 décembre 2009, les habitants de Tarabuco ont voté en faveur de l'autonomie indigène de la municipalité par 90,8 % des voix.

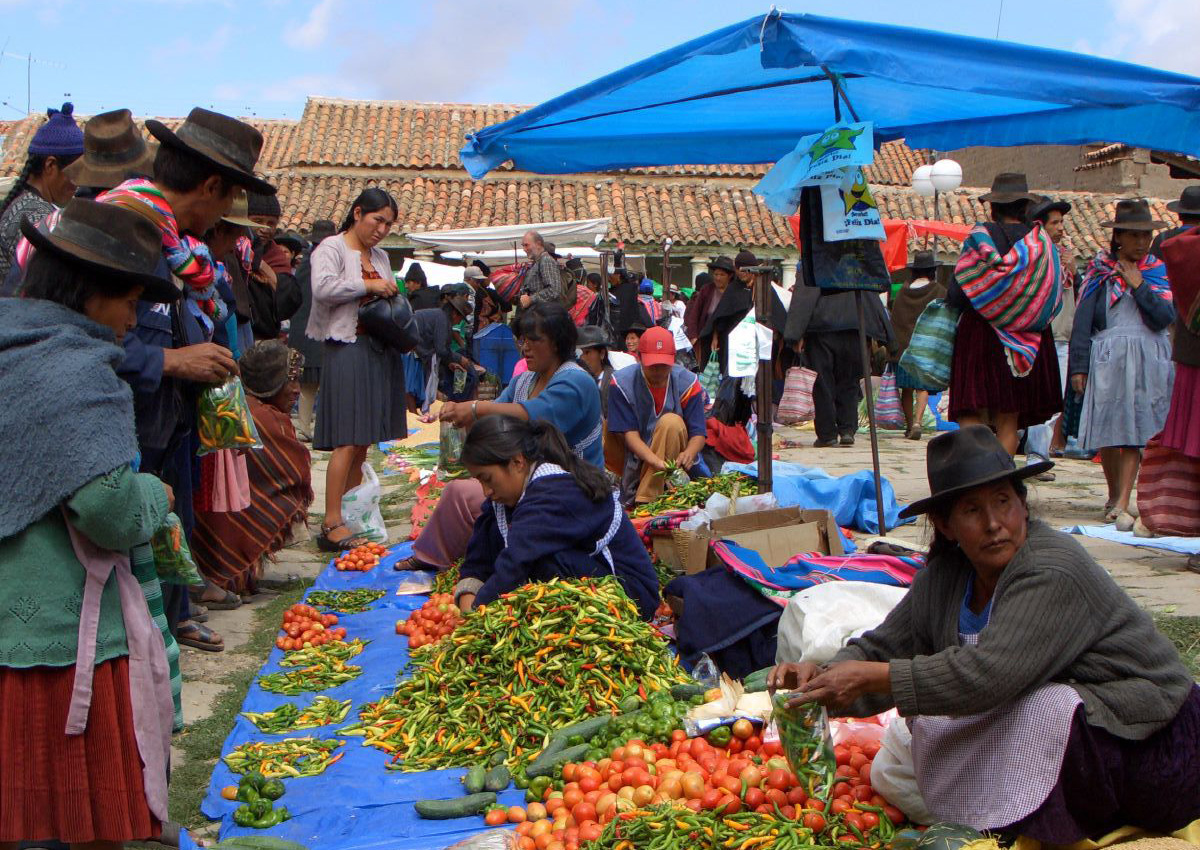
Marché dans la ville de Tarabuco.